# فرانسیس ئی. وارن
فرانسیس ئی. وارن (به انگلیسی: Francis E. Warren) سناتور سابق عضو حزب جمهوری‌خواه ایالات متحده آمریکا بود. وی در سال ۱۸۹۰ تا ۱۸۹۳ و ۱۸۹۵ تا ۱۹۲۹ میلادی سناتور ایالت وایومینگ در سنای ایالات متحده آمریکا بود.